# ジグミ・ナムゲル・ワンチュク
ジグミ・ナムゲル・ワンチュク (ゾンカ語: འཇིགས་མེད་རྣམ་རྒྱལ་དབང་ཕྱུག་, ラテン文字転写: Jigme Namgyel Wangchuck、2016年2月5日 - ) は、第5代ブータン国王ジグミ・ケサル・ナムゲル・ワンチュクと王妃ジェツン・ペマ・ワンチュクの第1子として誕生。王位継承順位第一位となる王太子（法定推定相続人）である。
王子の名は2016年4月16日に発表された。この発表より以前は、王子を意味する「ギャルセイ」 (ゾンカ語: རྒྱལ་སྲས་, ラテン文字転写: Gyalsey) としてのみ知られていた。
王子の誕生を記念して、ブータンでは何千人ものボランティアによって108,000本の木が植えられた。また、1歳の誕生日には、イトトンボの新種に王子の名前に因んだMegalestes gyalseyの名がつけられた。
2020年3月19日に弟となるダショージグミ・ウゲン・ワンチュク王子が誕生。2023年9月9日には妹となるソナム・ヤンデン・ワンチュク王女が誕生している。

## 称号
2016年2月5日 - 現在
ジグミ・ナムゲル・ワンチュク王太子殿下、ブータンドゥク・ギャルセイ (ゾンカ語: འབྲུག་རྒྱལ་སྲས་, ラテン文字転写: Druk Gyalsey、雷龍王子)